# 다나베 하루미치

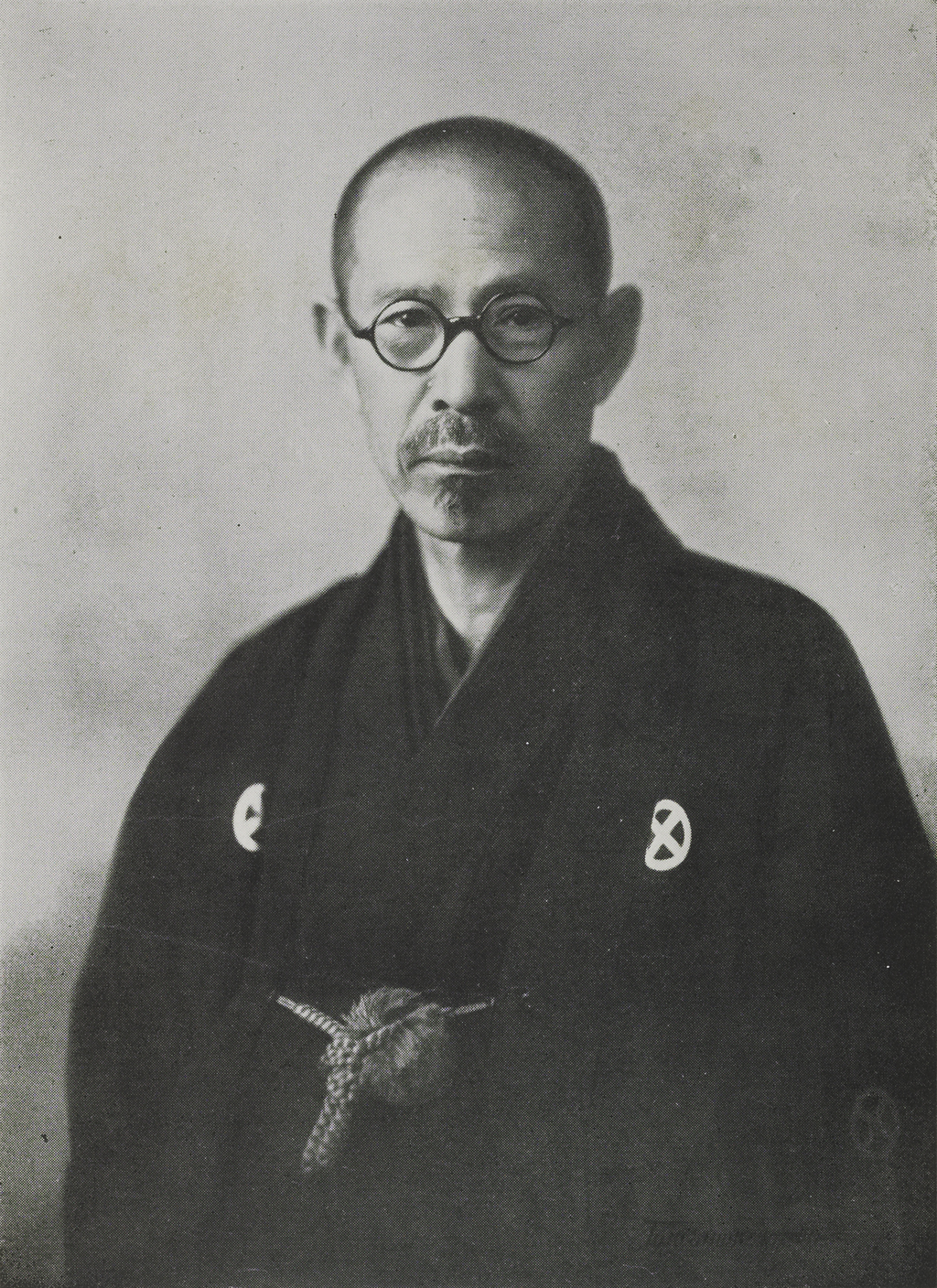
다나베 하루미치

다나베 하루미치(일본어: 田辺 治通, 1878년 10월 17일 ~ 1950년 1월 30일)는 일본의 체신관료, 정치인이다. 오사카부 지사, 내각서기관장, 체신대신, 내무대신을 역임하였다.

## 생애
다나베는 1878년, 야마나시현에서 주조 업자의 아들로 태어나, 1905년 도쿄 제국대학 법과 대학을 졸업 후, 체신성에 들어갔다. 프랑스에 유학한 뒤, 무선 전신법(無線電信法)을 제정하는 등, 통신 행정 전문가로 활약하여 1924년, 통신 국장이 되었고, 이 때문에 통신벌(通信閥)의 우두머리로 생각되었다.
하지만, 제2차 호헌 운동 때, 기요우라 내각과 연결되는 "특권 관료"(特権官僚)로 규탄을 받아, 호헌 3파에 의한 가토 다카아키 내각 성립 후, 휴직 처분이 되어 그대로 의원면관(依願免官)이 되었다. 그는 평소부터 히라누마 기이치로에게 존경심이 있었고, 히라누마는 다나베를 높게 평가해 고쿠혼샤(国本社) 이사에 앉혔으며, 이후 오타 고조(太田耕造)와 함께 히라누마의 한쪽 팔로 활약하였다.
1927년, 연척 스즈키 기사부로 내무대신에 의해 오사카부 지사가 되었으나, 스즈키가 선거 간섭 사건으로 사임에 몰리면서 인책사임하였고, 1933년, 만주국으로 건너가, 만주국 참의, 참의부 부의장을 맡았다. 히라누마 내각이 성립되면서 내각서기관장이 되어 정권의 기반 형성을 맡았으며, 3개월 후에 서기관장을 오타에게 넘기고 체신 대신이 되었다. 하지만 히라누마 내각은 단명으로 긑났고, 체신 대신이 된 지 4개월 만에 사임하게 되었다.
1938년, 귀족윈 의원이 되었으며, 1941년 제3차 고노에 내각 성립 당시, 히라누마의 추천으로 내무대신이 되었다. 하지만, 이 내각 역시 3개월 만에 무너졌고, 그는 후에 대일본비행협회(大日本飛行協会)의 회장을 맡았다. 제2차 세계 대전 후에는 공직에서 추방당한 후, 1950년에 병사하였다.
| 전임 히라누마 기이치로 | 일본 내무대신 1941년 | 후임 도조 히데키 |